# Pètrus Akkordéon

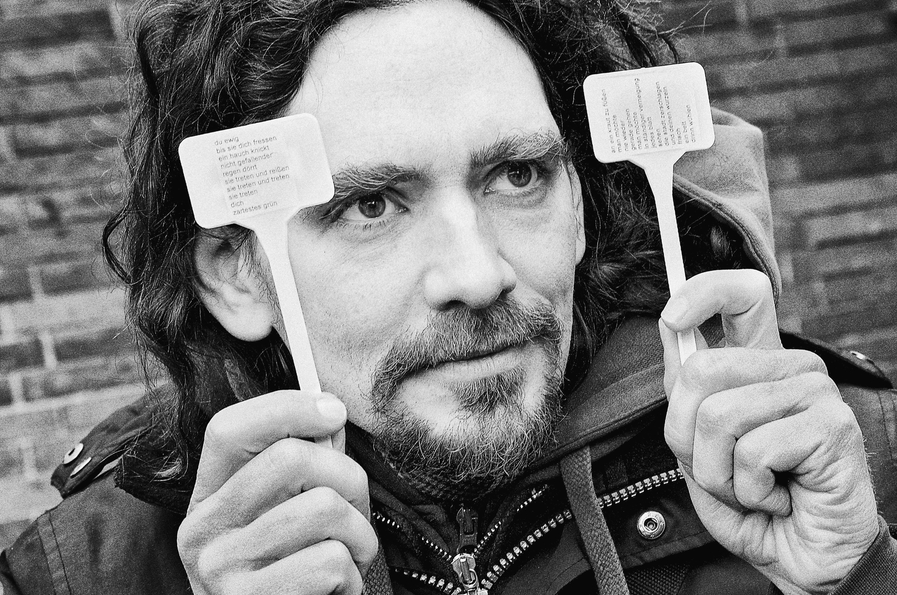
Pètrus Akkordéon, 2012

Pètrus Akkordéon (* 27. September 1971 in West-Berlin als Jean-Pierre Batailde, auch: Petrus Akkordeon, Pètrus Åkkordéon) ist ein deutscher Künstler, Illustrator und Lyriker.

## Leben
Akkordéon wuchs in Berlin-Steglitz als Sohn eines ehemaligen französischen Fremdenlegionärs auf, der im Algerienkrieg gekämpft hatte und als Alliierter nach West-Berlin gekommen war. Das Pseudonym Pètrus Akkordéon wählte er, nachdem er in Sergei Eisensteins Film Panzerkreuzer Potemkin einen Akkordeon spielenden Matrosen gesehen hatte. Akkordéon studierte Kunst, nachdem er diverse andere Studien (Philosophie, Psychologie, Religionswissenschaften) abgebrochen hatte. Er begann eine Ausbildung zum Altenpfleger. Akkordéon lebt in Lichterfelde.
Er arbeitet im Spannungsfeld der Tier-Mensch-Beziehungen, die in zahlreichen Ausstellungen und Buchpublikationen dokumentiert wurden. Ein besonderer Schwerpunkt seiner Arbeit liegt aber auch in dem Versuch der direkten Lyrikvermittlung. So entstanden nicht nur konventionelle Bücher, sondern Akkordeon las seine Texte auch in anrufbaren Telefonzellen oder verlor gezielt Briefumschläge mit seinen Zeichnungen und Gedichten im Stadtraum von Berlin, die von Passanten gefunden und betrachtet werden sollten. In seinem Wohngebiet betreibt Akkordéon Guerilla Gardening auf einer Verkehrsinsel. Er arbeitete mit anderen Künstlern (Georg Kakelbeck, Thomas Klingberg, Britta Clausnitzer, F. W. Bernstein u. a.) zusammen, so entstanden zahlreiche Gruppenarbeiten. Akkordéon hat zahlreiche Bücher mit verschiedenen Techniken illustriert, darunter Linolschnitt.

## Werk (Auswahl)
- Alles könnte (...), Mückenschwein-Verlag, Stralsund 2013, ISBN 978-3-936311-55-6
- Im Gras, Edition wasser im turm.berlin, Berlin 2018
- Draußen nur Kätzchen, Gedichte und Linolschnitte, Corvinus Presse, Schöneiche 2020
- Taubengeschichte, eine, Moloko Print, Schönebeck Elbe 2021, ISBN 978-3-948750-23-7
- Pegasusreiter Gedichte. Mit Linolschnitten von Steffen Büchner, Lyrik-Edition NEUN, Band 35, Berlin, Verlag der 9 Reiche, 2024, ISBN 978-3-948999-35-3.